# La Petite Décharge
Der La Petite Décharge (französisch für „Der kleine Abfluss“) bildet den südlichen und kleineren Abfluss des Lac Saint-Jean in der kanadischen Provinz Québec.

## Flusslauf
8 km westlich von Alma am Ausfluss des Lac Saint-Jean befindet sich ein Staudamm (⊙). Der Fluss verläuft über eine Strecke von 15 km nach Osten. Er durchfließt die Stadt Alma und trifft anschließend auf den nördlich verlaufenden Abflussarm des Lac Saint-Jean La Grande Décharge, mit welchem er sich zum Rivière Saguenay vereinigt. Ein zweites Stauwerk (⊙) liegt am westlichen Stadtrand von Alma. Der mittlere Abfluss beträgt 120 m³/s.